# GRB 090423
GRB 090423 a fost o explozie de raze gama detectată de misiunea Swift Gamma-Ray Burst în data de 23 aprilie 2009 la 07:55:19 UTC. GRB 090423 este cel mai vechi obiect astronomic detectat vreodată pentru care a fost măsurată o deplasare spre roșu. Explozia a durat 10 secunde și a avut loc în constelația Leul.
Universul avea o vârstă de doar 630 de milioane de ani (după Big Bang) când a fost emisă lumina din GRB 090423, iar detectarea sa confirmă faptul că stelele masive s-au născut și au murit chiar foarte devreme în viața Universului. GRB 090423 și evenimente similare oferă un mijloc unic de a studia Universul timpuriu, deoarece puține alte obiecte din acea epocă sunt suficient de strălucitoare pentru a fi văzute cu telescoapele de astăzi.
A durat aproximativ 13 miliarde de ani pentru ca lumina emisă să ajungă pe Pământ.